# Jacques Drake del Castillo
Pour les articles homonymes, voir Drake del Castillo.
Jacques Drake del Castillo (1er février 1855 à Paris - 1er juillet 1918 à Paris), est un homme politique français.
Héritier, à l'âge de seize ans, du domaine de Candé à Monts, commune française d'Indre-et-Loire, il le met en valeur dès sa majorité, développant et modernisant la culture de la vigne. Il fait en outre profiter l'ensemble des viticulteurs tourangeaux de ses expériences, contribuant ainsi à sauver le vignoble départemental après les crises sanitaires (mildiou et phylloxéra) des années 1880. Républicain modéré puis progressiste, il s'engage également en politique dès l'âge de 25 ans : maire de Monts, conseiller général et député d'Indre-et-Loire.

## Biographie

### Homme discret sur sa vie privée
Fils de Santiago Drake del Castillo et de Rosalie Charlotte Claire Spitz, Jacques Drake del Castillo descend d'une famille de riches planteurs de canne à sucre anglo-espagnols installés à Cuba ; son père possède le château de Candé, son frère Emmanuel est un célèbre botaniste. Il poursuit des études de droit à Paris où il obtient une licence. Jacques Drake reste très discret sur sa vie privée ; c'est à l'occasion de son mariage en 1901 à Saint-Jean-de-Braye — il y est propriétaire du château de Bionne — qu'il reconnaît les deux enfants qu'il a eus de sa compagne Élise Juliette Smerche en 1886 et 1888.

### Châtelain et esprit éclairé

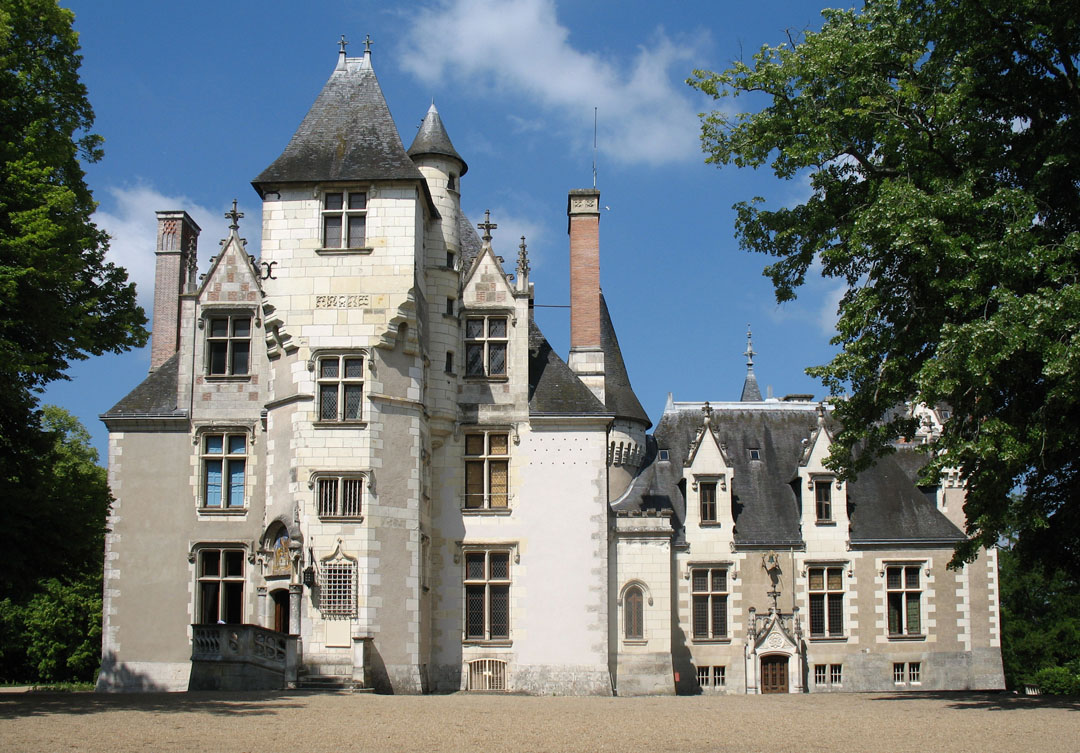
Le château de Candé.

Héritier du château de Candé à la mort de son père en 1871, il opte pour la nationalité française à sa majorité, le 12 février 1876,. Il est membre de plusieurs sociétés savantes, la Société archéologique de Touraine et la Société d'économie politique. En 1893, il ouvre à Tours Le Fourneau économique, un restaurant à bon marché où le prix du repas ne prend en compte que le coût des denrées utilisées. Ce restaurant, qui accueille parfois plus de 300 clients par jour et qui dispose également d'un bureau de placement, ferme en 1906, peu de temps après la défaite de Drake aux législatives.
Il s'implique également dans la vie culturelle : il est président de la Société des amis des arts — il y côtoie Alfred Mame, Eugène Goüin ou  Jacques-Xavier Carré de Busserolle — et membre de la Société archéologique de Touraine. Amateur d'art, il possède plusieurs toiles de Claude Monet, dont il est l'ami, et d'Edgar Degas.
À Candé, il poursuit termine l’œuvre de reconstruction engagée par son père sur le château lui-même, réaménageant également certaines dépendances ainsi que le parc.

### Viticulteur novateur
Il s'occupe dès sa majorité de la gestion de son domaine, jusque là assurée par son tuteur, et notamment de l'exploitation du vignoble d'une soixantaine d'hectares sur les communes de Monts et Joué-lès-Tours. Toutefois, l'invasion du phylloxéra, signalé en Touraine en 1882 mais probablement présent dès 1875 et les premières attaques importantes du mildiou de la vigne en 1886 risquent de réduire à néant ses efforts. Il lutte contre le premier par le greffage des cépages français sur des porte-greffes résistants — vers 1886, il introduit sur son domaine le porte greffe de la vigne Riparia Gloire de Montpellier, créé quelques années auparavant dans l'Hérault et résistant au phylloxéra — et contre le second par des pulvérisations de bouillie bordelaise. Il vulgarise ces techniques auprès des viticulteurs du département et, en tant qu'élu, milite pour que l'importation de ces plants américains, jusque là interdite, soit autorisée. À ce titre, il est l'un des promoteurs de la reconstitution des vignobles de Touraine.
Drake del Castillo est fondateur et vice-président du syndicat viticole de Montbazon, vice-président du syndicat des agriculteurs d'Indre-et-Loire.

### Personnage politique

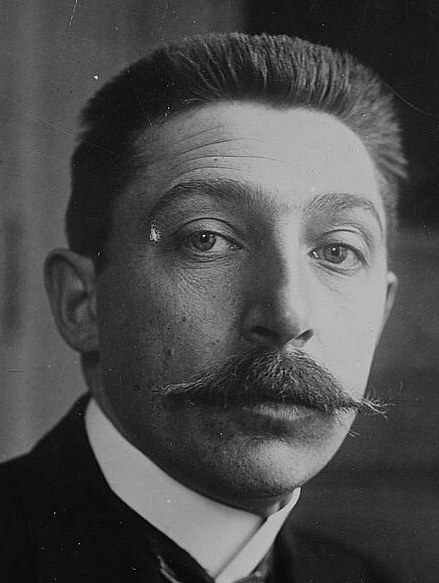
René Besnard, adversaire victorieux de Jacques Drake en 1906 et 1910.

Se lançant dans la politique sous le simple patronyme de « Drake », il est élu maire de la commune de Monts le 23 février 1880 et conseiller général du canton de Montbazon en 1883. De 1900 à 1904, il cède provisoirement son fauteuil de maire de Monts car il siège alors au conseil municipal de Tours ; il est remplacé par Achille Rahard, un ami à qui il a vendu un des moulins qu'il possédait. Se définissant comme un républicain modéré, il se présente en 1889 aux élections législatives, mais échoue face au boulangiste Louis-Virgile-Raoul du Saussay. Il est élu député d'Indre-et-Loire au renouvellement de 1893, cette fois sous la bannière des républicains progressistes, battant ainsi le candidat sortant ; il obtient sa réélection en 1898  — il est vice-président de l'Assemblée nationale en 1898-1899 — face au maire de Tours Eugène Pic-Paris puis en 1902 où il l'emporte dès le premier tour sur le même adversaire. En 1906, il est battu par le radical socialiste René Besnard, préférant retirer sa candidature à l'issue du premier tour. Il tente à nouveau de reconquérir son siège en 1910 face au même adversaire qu'en 1906, sans plus de succès, même s'il se maintient au second tour. Sa dernière tentative, en 1914, est elle aussi un échec : il est battu par Ferdinand Morin (SFIO).

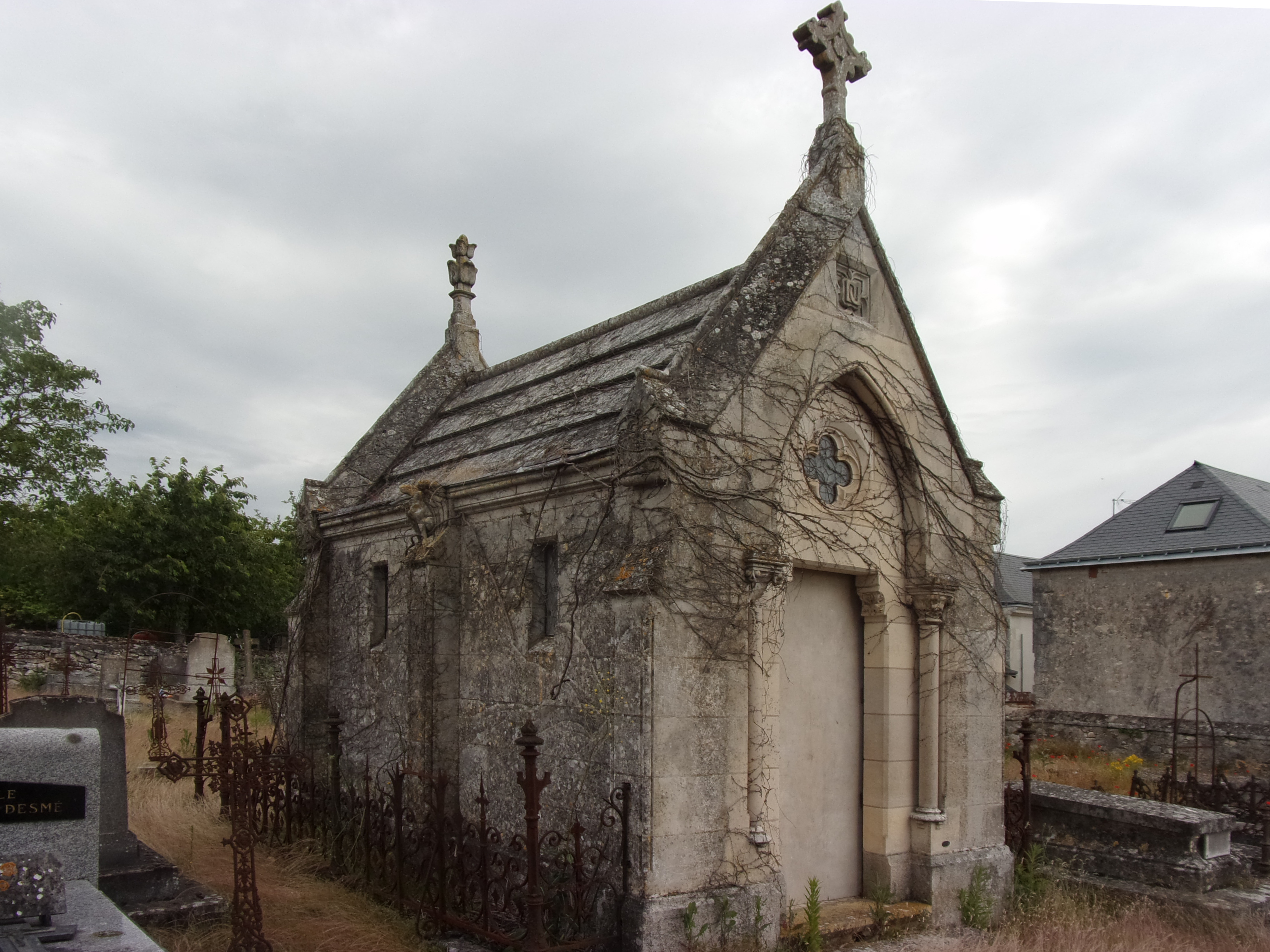
Chapelle de la famille Drake.

Il publie dans la Revue politique et parlementaire. Il affiche clairement ses opinions anti-dreyfusardes, s'opposant en 1906 à la révision du procès et protestant, en 1908, contre l'entrée d'Émile Zola au Panthéon.
À sa mort le 1er juillet 1918, il est inhumé au cimetière du Père-Lachaise à Paris, mais son corps rejoint ensuite la chapelle funéraire familiale dans le cimetière de Monts, appelé aujourd'hui « vieux cimetière ». Son fils Jean hérite des biens paternels, dont le château de Candé ; il remplace son père à la mairie de Monts et au conseil général mais ne se présente pas à la députation.

## Distinctions et hommages
Son nom est donné, de son vivant, à la place de Monts s'étendant au sud de l'église.
En 1892, Jacques Drake obtient une médaille d'or au concours régional agricole pour les bons résultats de son vignoble de Candé, notamment les parcelles plantées en Côt,.